# Irreligión en América Latina
La irreligión en América Latina (componiéndose de ateos, agnósticos, no creyentes, librepensadores, humanistas seculares y "Nada en particular") existe en menor cantidad aunque ha ido en ascenso en las últimas décadas. De acuerdo a Pew Research Center, aproximadamente el 8% de la población latinoamericana no se considera a sí mismo como religiosa, mientras el 92% afirma ser creyente de una religión.

## Estadísticas por país
El Global Index of Religion and Atheism Report elaborado en 2013 situaba a Europa, Asia oriental, Oceanía y la región norteamericana de habla inglesa con porcentajes de creyentes entre el 7%-60%. En contraste, en la región latinoamericana la media era entre 31%-86%, es decir, una de las regiones más creyentes del mundo por detrás de África y el Medio Oriente.
| País                 | Sin religión (%) | Cristianismo (%) | Fuente |
| -------------------- | ---------------- | ---------------- | ------ |
| Argentina            | 12.1%            | 85.4%            | [ 1 ]  |
| Belice               | 9%               | 87.6%            | [ 1 ]  |
| Bolivia              | 4.1%             | 94%              | [ 1 ]  |
| Brasil               | 8.4%             | 88.1%            | [ 1 ]  |
| Chile                | 32%              | 65%              | [ 2 ]  |
| Colombia             | 6.7%             | 88.5%            | [ 1 ]  |
| Costa Rica           | 8%               | 90.8%            | [ 1 ]  |
| Ecuador              | 5.6%             | 94%              | [ 1 ]  |
| El Salvador          | 11.2%            | 88%              | [ 1 ]  |
| Guatemala            | 11%              | 87%              | [ 3 ]  |
| Haití                | 10.7%            | 87%              | [ 1 ]  |
| Honduras             | 10.5%            | 87.5%            | [ 1 ]  |
| México               | 5.7%             | 92.5%            | [ 1 ]  |
| Nicaragua            | 13%              | 85.3%            | [ 1 ]  |
| Panamá               | 5%               | 92.7%            | [ 1 ]  |
| Paraguay             | 1.1%             | 96.9%            | [ 1 ]  |
| Perú                 | 3.1%             | 90,1%            | [ 1 ]  |
| República Dominicana | 10.9%            | 88%              | [ 1 ]  |
| Venezuela            | 9.7%             | 89.5%            | [ 1 ]  |
| Uruguay              | 41.5%            | 57%              | [ 1 ]  |

## Irreligión por países

### Argentina
Una encuesta conducida por FONCYT-CONICET (Primera encuesta sobre creencias y actitudes religiosas)  publicada en 2008 reporta que alrededor del 11.3% declara ser agnóstico, ateo o no tener ninguna religión. Este grupo designado en el informe como «indiferentes», tiene su máximo (18.0%) en Capital y GBA, seguido de la zona Sur (11.7%) y Centro (9.4%) y el mínimo (1.8%) en el NOA. Según la edad, el máximo es 17.2% en la franja etaria de 18 a 29 años y disminuyendo en la medida que aumenta la edad. Según la corporación Latinobarómetro, el porcentaje de argentinos sin afiliación parece ser un 13%, convirtiéndolo en el tercer país menos religioso en Latinoamérica, después de Cuba y Uruguay.

### Brasil
Aunque en Brasil la mayoría de la población es religiosa militante, se ha visto un cierto cambio en las últimas dos décadas debido a la mejoría de la educación, los estudios y los medios de comunicación de masa. Un censo demográfico de 2000 por el Instituto Brasileño de Geografía y Estadística (IBGE) dijo que el 7,3% de la población es ateo, agnóstico o no religioso (12 millones). En 2010, el IBGE reveló que un aumento a 8% (15 millones), aunque el aumento fue de sólo de 0,7% puntos porcentuales, en cantidad ascendió a tres millones de personas.

### Chile
Según fuentes oficiales, en Chile el número de personas ateas o agnósticas ha aumentado considerablemente en la última década, desde un 25% de la población en 2014, hasta un 38% de la población en 2017.
En octubre de 2011 se organiza el primer Congreso de Ateísmo de Chile (Sociedad Atea de Chile). Esta institución sin fines de lucro se dedica a reunir a los laicos, escépticos, agnóstico y ateos en Chile para expresar sus ideas a través de foros y discusiones. 
En agosto de 2013 se realizó el Segundo Congreso Ateo de Chile, que tuvo una asistencia de personas intelectuales o profesionales ateos y laicos como el Doctor José Maza Sancho, el Doctor en Ciencias Biológicas Gabriel León, el director para Latinoaméricana de la Asociación Internacional del Libre Pensamiento y Antonio Vergara, que es el presidente de la Asociación Escéptica de Chile (AECH).

### Colombia

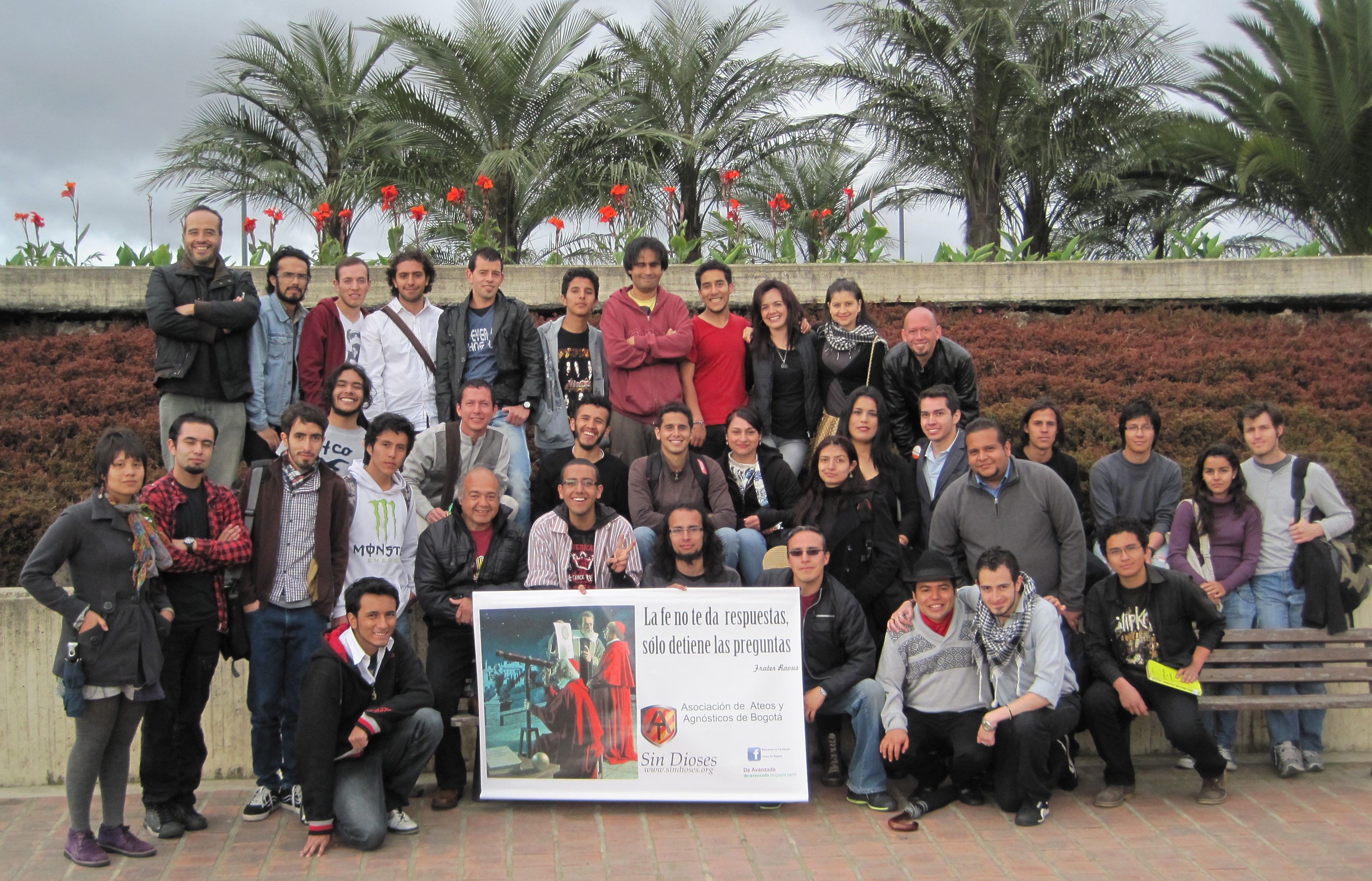
Reunión de ateos en Bogotá, Colombia

En Colombia crece de forma lenta el número de gente sin religión. Según una encuesta realizada por el diario El Tiempo en 2007, la gente sin afiliación se encuentra alrededor de un 2%. Sin embargo, según una encuesta del 2014 por Pew Research el porcentaje de gente sin afiliación ronda por el 6%.
En el año 2009 se publicó el libro Manual de Ateología en el que escritores colombianos ateos o agnósticos explican las razones de no creer en las religiones y en Dios. Entre los escritores ateos más destacados están: Héctor Abad Faciolince, Daniel Samper Ospina y Felipe Zuleta. En el año 2012 se fundó la Asociación de Ateos de Cali,la cual funcionó hasta el año 2016. En el año 2015 se fundó la asociación Bogotá Atea y la Asociación de Ateos de Bogotá. A nivel regional también se encuentra la Asociación de Ateos y Agnósticos del Atlántico, con sede en Barranquilla, y los Ateos del Eje cafetero, con sede en Pereira.

### Caribe
- Cuba, ha tenido un régimen comunista ligado al Ateísmo de Estado, vigente entre 1960 y 1994, según academicistas e incluso testimonios de la Iglesia Católica local, la práctica religiosa no era importante en Cuba antes de la revolución, sobre todo en áreas rurales, y los protestantes así como los espiritistas siempre han registrado sustancial mayor porcentaje de compromiso religioso en sus adeptos.[13] Se estima que entre 20 y 41% de cubanos son no religiosos.

### Centroamérica
En los países Centroamericanos, la caída de la Religión Católica ha sido acompañada de un aumento de Evangélicos Protestantes y de gente que se aleja de las creencias religiosas, pero durante los años 2005-2010 la transición termina favoreciendo el movimiento Protestante.
- Guatemala, tras 36 años de guerra armada (1960-1996), según múltiples encuestas visibles desde 1990, la tendencia de los no creyentes iba en crecimiento en Guatemala hasta principios de los 2000 cuando alcanzó entre el 13% y 16%, para luego estancar o incluso disminuir en los siguientes años.[14] Estudios académicos Cristianos y el PEW Research posicionan a Guatemala como el más religioso de la región, probablemente por el alto registro de inscripciones a iglesias donde tampoco se registran deserciones.
- El Salvador, aunque se presume que en los años 1990 muchos religiosos decidieron ocultar su fe por motivos políticos tras los años 1980 de duras batallas políticas y guerras civiles, El Salvador cada vez se ha posicionado como uno de los países menos religiosos de América Central así mismo como de América Latina,[15] según estudios recientes al menos un 15% se declara sin religión, o sobrepasando el 20%. Probablemente las altas cifras registradas en los años 1990, fueron un espejo de lo que se vendría a nivel de afiliación religiosa.
- Honduras, en la década de los 2000 cada vez un mayor número de hondureños fueron declarandose "sin religión", al mismo tiempo que los Evangélicos se expandían, pero por las tensiones sociales entre el 2016 y 2020, no se clarifica si en la actualidad muchos no creyentes son en realidad evangélicos antirreligiosos o cristianos no denominacionales.[16][17] Los estudios de afiliación religiosa estiman que Honduras tiene entre 8-21% de no religiosos.
- Costa Rica, el país siempre ha contado con una buena parte de población religiosa no practicante, especialmente dentro del Catolicismo pero muchos conversos al Protestantismo tampoco cambian sus previos niveles de práctica religiosa, desde inicios de los 90s el grupo no practicante descendió en favor al grupo de los que se describen oficialmente sin religión, a inicios de los 2000 ya contaron con más de un décimo de los habitantes.[18][19] Según una encuesta nacional en 2021, el 27% dijo ser no religioso. Sin embargo, los datos del 2024, el 32.5 de la población es de no religiosa.
- Nicaragua, históricamente el país ha sido muy creyente hasta las tensiones sociopolíticas a finales de 1970, en Nicaragua la población no religiosa topo a casi 16 % a mediados de los 2000 versus 8 % en 1995, según censos realizados por INIDE, pero ha ido disminuyendo años más tarde, según PROLADES[20] y ARDA[21] .Aunque según Latinobarómetro 2016, más de un 30% de entrevistados dijo no ser religioso, cifra que otro país centroamericano no ha alcanzado (El Salvador obtuvo un 30% exacto en 2017)
- Panamá, el país más religioso de América Central, se debe especialmente a que la comunidad católica es muy resistente a la propaganda, aunque hay una minoría Protestante muy sólida y creciente, la sociedad es de ideología capitalista cristiana.[22] Sin embargo, algunos estudios académicos Cristianos (por ejemplo World Religion Database) posicionan a Panamá como el menos religioso, dichos estudios estiman que entre el 94-99 % de los centroamericanos son Cristianos, Panamá figura menos de ese rango.

### Perú
El Perú es uno de los países cuyos habitantes se adscriben a una religión con uno de los mayores porcentajes en el mundo.
De acuerdo con el censo peruano de 2017, alrededor del 5.1% de la población peruana afirmó no profesar ninguna religión.
De acuerdo al censo peruano de 2017, 1,280,361 peruanos mayores de 12 años afirmó no seguir ningún credo. Esta cifra es superior en un 94% a la reportada en 2007, que fue de 608,434 personas.

### México
En México, según el Censo de Población y Vivienda de 2010 del Instituto Nacional de Estadística y Geografía (INEGI) el porcentaje de ateos, agnósticos y no creyentes está entre el 4.7 y el 7.4%, siendo la mayoría de estos personas de entre 15 y 30 años, de los que un 57.4% son hombres y 42.6% son mujeres. Según World Population Review, el 38% de la población mexicana se considera irreligiosa.

### Uruguay
Uruguay el país más secularizado en América Latina con el mayor porcentaje de ateos y agnósticos. Según el censo del 2006, el 17,2% es ateo o agnóstico mientras el 23,2% cree en la existencia de Dios pero no profesa religión, Muchos uruguayos nominalmente se describen a sí mismos como católicos, pero el estilo de vida no se ve afectado por la religión.
Según Kaufmann, E. (2010), el 47% de los uruguayos son ateos y agnósticos según un censo nacional realizado en 2007, el 40% de los uruguayos no son religiosos, el 28% de ellos cree en Dios pero no pertenecen a ninguna religión, el 11% son ateos o agnósticos, y 2% no sabe o no responde.

### Venezuela
A partir del 2013, según la corporación Latinobarómetro, alrededor del 6% de la población venezolana pertenece a la categoría ateo/ninguna/agnóstico, cifra que dista mucho del catolicismo, que sigue imperando en ese país con alrededor del 79%. En 2011 surge la primera organización formal y activa nacionalmente denominada la Sociedad Atea Venezolana (SAV).